# Аффенпинчер
Аффенпи́нчер (нем. affenpinscher) — порода собак. Представляет собой карликовую разновидность пинчеров высотой 25—30 см.

## История породы
Порода имеет немецкое происхождение и восходит к началу XVII века. Своё название она получила из-за некоторого сходства в облике с обезьянами (немецкое affe переводится как «обезьяна»). Первоначально аффенпинчеры были несколько больше, и могли быть серого, желтовато-коричневого, чёрно-коричневого, серо-коричневого, а также красного окраса. Распространёнными были белые лапы и грудка. Порода выводилась для борьбы с грызунами на кухнях, амбарах и конюшнях. На её основе были выведены другие известные породы — цвергшнауцер, бельгийский гриффон.

## Внешний вид
Собаки квадратного формата с небольшой головкой и держатся с важностью. Череп округлой формы, лоб выпуклый, переход ото лба к морде резкий. Морда короткая, не курносая, губы сухие. Мочка носа чёрная.
Глаза большие, круглые, слегка выпуклые, темные, блестящие. Уши стоячие, широко поставленные, заостренные, могут быть купированными. Челюсти хорошо сомкнуты, несколько выдаются, но без перекуса. Шея короткая, сухая, мускулистая. Спина совершенно прямая. Линия спины параллельна линии живота. Грудь достаточно глубокая. Конечности крепкие, прямые, параллельные. Лапы маленькие, круглые, как и все конечности покрыты жесткой торчащей шерстью. Хвост высоко посажен, купирован — оставляется три позвонка, покрыт короткой шерстью, бойко вздёрнут.
Шерстяной покров жёсткий, густой, прямой или с небольшим надломом, неравномерно прилегает. Подшерсток мягкий, слегка волнистый. На шее и голове шерсть обычно более длинная. На голове кистистая, колючие торчащие брови образуют «оправу» вокруг глаз. Воинственные усы и борода. Все это придает аффен-пинчеру вид обезьяны, откуда и получила название порода.
Окрас — лучше всего чёрный, как более отвечающий внешнему облику и внутреннему содержанию этой собаки, но допускаются собаки черные с сединой, коричневые, черные с рыжим подпалом, голубые, рыжие, серые всевозможных оттенков и многоцветные.
Характерной особенностью породы является строение задних конечностей — они не имеют хорошо выраженных углов сочленений. Визуально конечности как бы подставлены под туловище.